# 青梅市立第三小学校
青梅市立第三小学校（おうめしりつ だいさんしょうがっこう）は、東京都青梅市大門にある市立小学校。
校舎北側には霞川が流れている。
平成29年現在、青梅市内で数少ない児童数増加傾向の学校であり、約725名の児童数を抱え、青梅市内最大規模の規模の学校である。

## 沿革
- 1873年（明治6年）　「明倫学校」として開設
- 1889年（明治22年）　「東霞・西霞尋常小学校」として開設
- 1906年（明治39年）　「霞尋常高等小学校」として創立
- 1947年（昭和22年）　「西多摩郡霞村立霞小学校」と校名変更
- 1951年（昭和26年）　「青梅市立霞小学校」と校名変更
- 1952年（昭和27年）　校歌制定
- 1953年（昭和28年）　「青梅市立第３小学校」と校名変更
- 1964年（昭和39年）　プール完成
- 1972年（昭和47年）　防音校舎落成式・祝賀会挙行
- 1976年（昭和51年）　建学100年少年の像除幕式
- 1989年（平成元年）　体育館全面改修
- 1992年（平成4年）　新館２階にランチルーム完成
- 1995年（平成7年）　「青梅市立第三小学校」と校名変更
- 2006年（平成18年）　特別支援学級開級「かすみ学級」（固定）
- 2007年（平成19年）　金管バンド部が課内クラブから課外クラブへ形を変えて活動開始
- 2011年（平成23年）　新館２階ランチルーム整備
- 2012年（平成24年）　普通教室空調機器整備
- 2014年（平成26年）　PTA活動でヘリサイン設置[2]
- 2023年（令和5年）　創立150周年。

## 教育目標
- いのちを大切にし、世の中のためにつくす人になろう。
  - よく聞き、よく考え、最後までやりぬく子ども
  - 思いやりがあり、仲良くする子ども
  - 心身ともに健康で、たくましい子ども

## 児童会活動・クラブ活動など
金管バンド部
- 平成19年に創部された課外クラブ活動。
- 顧問は平成19年度から平成28年度は橋本研。平成29年度から令和4年度は、鈴木恒太。
- 約60名弱の児童が早朝練習を中心に練習し、地域行事や多摩地区小学校管楽器演奏会などの各種コンサート、コンクール、管楽器演奏会、年度末の定期演奏会などでの演奏活動を中心に行っている。
- 令和元年度、東京都吹奏楽コンクールでは予選を金賞・代表となり都大会本選に出場（銀賞）。また、第25回日本管楽合奏コンテスト全国大会出場（優秀賞）。 2020全国小学校管楽器合奏フェスティバル出場。また、その功績により、青梅市より、令和元年度青梅市芸術文化奨励賞を受賞している。なお、東京都アンサンブルコンテストでは、金管八重奏が２年連続で予選を上位６位以内で通過し、都大会本選に出場し、平成30年度は銀賞、令和元年度は金賞を受賞している。さらに、令和2年2月9日には、青梅市教育委員会より、第25回日本管楽器合奏コンテスト全国大会出場の功績で、青梅市教育委員会表彰を受けた。
- 令和２年度においては、録画審査による第8回全日本小学生金管バンド選手権全国大会出場（スーパーエクセレント賞・全国第４位）。第25回日本管楽合奏コンテスト全国大会出場の功績により、青梅市より、令和2年度青梅市芸術文化奨励賞を受賞。さらに、令和2年3月13日には、青梅市教育委員会より、第8回全日本小学生金管バンド選手権全国大会出場の功績で、青梅市教育委員会表彰を受賞した。
- 令和3年度においては、東京都吹奏楽コンクールでは、都大会予選・本選ともに金賞・代表となり、金管バンド形式として東京都では初めて、10月10日（日）札幌コンサートホールkitara開催の「東日本学校吹奏楽大会」に出場し銀賞を受賞、第27回日本管楽合奏コンテスト全国大会では最優秀賞、ＴＢＳこども音楽コンクールでは、東日本優秀演奏発表に出場した。第９回全日本小学生金管バンド選手権全国大会にも２年連続で出場が決定し、スーパーエクセレント賞（全国第二位）を受賞した。さらに、青梅市教育委員会表彰、東京都教育委員会表彰、「第18回ふれあい感謝状21」で優秀賞を受賞した。なお、金管八重奏が、第３回ジャパン・ブラスバンド・アンサンブル・ナショナル・チャンピオンシップで全国第一位、第24回日本ジュニア管打楽器コンクール金管の部、小学生コースで銀賞、打楽器五重奏が、第24回日本ジュニア管打楽器コンクール打楽器の部、小学生コースで銀賞、金管三重奏が、第３回ジャパン・ブラスバンド・アンサンブル・ナショナル・チャンピオンシップで全国第三位を受賞した。この年、日本ブラスバンド指導者協会で初めて開催された「第１回ジャパン・スローメロディ・コンテスト2021」にソロで２名応募し、それぞれジュニア部門（10～12歳）で全国第一位、全国第二位を受賞している。ユース部門（13～18歳）の全国第一位受賞者は、卒部生で同時、同会場で撮影された演奏であり、その場で初見で演奏したため、普段着での参加となっている。
- 令和4年度においては、東京都吹奏楽コンクールでは、都大会予選・本選共に２年連続で金賞・代表となり、10月9日（日）府中の森芸術劇場開催の「第22回東日本学校吹奏楽大会」に出場し銀賞を受賞した。第28回日本管楽合奏コンテスト全国大会にも2年連続で最優秀賞を受賞した。なお、金管八重奏が、東京都アンサンブルコンテストで、予選を上位6位以内で、金賞・代表となり、都大会本選で銀賞を受賞、第４回ジャパン・ブラスバンド・アンサンブル・ナショナル・チャンピオンシップで全国第二位、第25回日本ジュニア管打楽器コンクール金管の部、小学生コース本選考会で金賞（全国第一位）を受賞。さらに、令和4年12月17日には、青梅市教育委員会より、第28回日本管楽合奏コンテスト全国大会出場の功績で、青梅市教育委員会表彰、青梅市芸術文化奨励賞を受賞した。
- 令和5年度においては、東京都小学校吹奏楽コンクールでは、予選を金賞・代表となり、都大会本選に出場し銀賞を受賞した。また、東京都アンサンブルコンテスト予選では金管七重奏・金管三重奏が銀賞を受賞している。青梅市教育委員会より、前年度の「第22回東日本学校吹奏楽大会」への出場及び「第28回日本管楽合奏コンテスト全国大会」にて最優秀賞を受賞した功績で、青梅市芸術文化奨励賞を受賞した。

和太鼓クラブ
　課内クラブとして活動し、社会教育の活動とタイアップして継続してきたが、2020年正式に廃部となった。
ストリート・ダンス部
　令和元年度、課内クラブとして、ダンスコンテストに出場し、金賞を受賞したことをきっかけとし、令和2年度は課外活動として活動。令和３年度からは、学校を離れ、社会教育の活動として継続している。
起業家教育
5年生の総合的な学習の一環として、「青梅を世界にＰＲする」をコンセプトに会社を設立し、青梅ブランド商品の開発・販売を行っている。
2020年（令和2年度）から、この教育活動は休止している。
三校合同スプリングフェスティバル
青梅市立第三中学校、青梅市立今井小学校の３校のＰＴＡが持ち回りで幹事校を務め、合同コンサートを開催している（他に、学区内にある東京都立青峰学園や、青梅児童合唱団がゲスト参加）。令和元年度（令和2年3月実施予定）は、新型コロナウィルス感染予防対策の為中止。青梅市立今井小学校の金管バンドが休部となったこともあり、以降開催されていない。

## 進学先中学校
- 青梅市立第三中学校

## 交通
- JR八高線金子駅より徒歩60分。
- JR青梅線小作駅より徒歩60分。
- 西武バス第三小学校前バス停より徒歩１分。

## 周辺施設
- JA西東京 本店
- ファミリーマート 青梅大門店
- しまむら 青梅野上店
- ユニクロ 青梅店
- ジェーソン 青梅今寺店

## 校歌
「青梅市立第三小学校（旧霞小学校）校歌」
- サトウハチロー　作詞
- 渡邊浦人　作曲